# Primera transmisión radiofónica
La Primera transmisión radiofónica del mundo se realizó en la Nochebuena de 1906, utilizando un alternador electromecánico de alta frecuencia[cita requerida] incapaz de generar ondas continuamente moduladas en amplitud, Reginald Aubrey Fessenden transmitió desde Bratetasnt Rock Station, Massachusetts la primera radiodifusión de audio de la historia. Buques desde el mar pudieron oír una radiodifusión que incluía a Fessenden tocando en el violín la canción Oh Holy Night  y leyendo un pasaje de la Biblia. 
No fue hasta 1910 que comienzan las primeras transmisiones radiofónicas para entretenimiento con una programación regular, ya que hasta entonces habían sido experimentales o sin la requerida continuidad. Como en el caso de la televisión o el teléfono, esto tuvo lugar independientemente en varios lugares del mundo con poco tiempo de diferencia.

## Argentina
En Argentina, esto ocurre el 27 de agosto de 1920 desde la terraza del Teatro Coliseo de la Ciudad de Buenos Aires, donde el proyecto fue encabezado por el Dr. Enrique Telémaco Susini y sus tres colaboradores: César Guerrico, Luis Romero Carranza y Miguel Mujica, luego llamados «Los locos de la azotea». Las transmisiones se realizaron bajo la identificación «Sociedad Radio Argentina», organización luego devenida en «LOR Radio Argentina». Para iniciar las transmisiones se eligió la ópera Parsifal de Richard Wagner, interpretada por la Soprano argentina Sara César.
Éstas fueron las palabras pronunciadas por el mismo doctor. Susini como introducción al espectáculo: 

"Señoras y Señores: la Sociedad Radio Argentina les presenta hoy el Festival de Richard Wagner, con la actuación del Tenor Maestri, la Soprano argentina Sara César y el Barítono Rossi Morelli."

Esta experiencia radiofónica, pionera en Argentina y una de las primeras emisiones programadas orientada a un público abierto que se concretó en el mundo, apenas pudo ser escuchada por aproximadamente medio centenar de personas.

## Canadá
En Canadá, la estación XWA (hoy día CINW) de Montreal, Quebec, comenzó sus primeras transmisiones experimentales el 1 de diciembre de 1919 y a partir del 20 de mayo de 1920 comenzó a transmitir de acuerdo a una programación diaria regular. Esta estación aun existe bajo la licencia CINW transmitiendo en AM en la frecuencia de 940 kHz.

## Chile
La primera transmisión pública radial en Chile fue el 19 de agosto de 1922 y fue posible gracias a la iniciativa de los profesores Enrique Sazié y Arturo Salazar, ambos ingenieros de la Universidad de Chile, quienes el 13 de julio del mismo año habían concurrido a fundar el Radio Club de Chile. Ésta transmisión se realizó con un Transmisor montado en el Laboratorio de Electrónica de la Casa Central de la propia Universidad, hasta un Receptor instalado en el hall del Diario El Mercurio. Aquel día, gracias a un precario equipamiento en que destacaban unos micrófonos de teléfonos corrientes marca Ericsson, y después de muchos ensayos, comenzó la radiodifusión nacional. La transmisión fue simple y breve, y en ella se plasmaron todos los componentes de la primera etapa de la radiofonía chilena: música grabada, música en directo, noticias y comentarios políticos.
El inicio de la sesión constó de unas breves palabras de presentación, para escucharse a continuación la marcha Its a long way to Tipperary, emitida desde una vitrola. Posteriormente se interpretó música en violín con Enrique Cabré y Nolberto García. La actualidad política se hizo presente mediante la lectura del texto de don Rafael Maluenda titulado El perro de Alcibíades y el perro de Su Excelencia, a lo que prosiguió nuevamente música, esta vez interpretada por la violinista María Ramírez Arellano y el cantante Jorge Quinteros Tricot. La transmisión concluyó con las últimas noticias del día, la Canción de Yungay y un cordial "Buenas noches", modulado por el propio Quinteros Tricot, el locutor de la jornada. Esta experiencia piloto motivó la formación de empresas radioemisoras desde 1923 y generó la necesidad de disponibilidad masiva, y consiguiente importación, de receptores radiales. En ambos aspectos tuvieron participación protagónica Enrique Sazié y Federico Helfman, este último uno de los primeros en importar equipos radiales desde Argentina. Ya en 1930 había disponibilidad para el público de aparatos receptores, a precios accesibles y a la venta en distintas casas distribuidoras de aparatos electrónicos. La iniciativa de Sazié y Salazar fue la piedra fundacional para una de las experiencias culturales y artísticas más importantes de Chile contemporáneo, como lo es la historia radial. 

## Estados Unidos

### Las Primeras Transmisiones Radiales enEE. UU.
La “WWJ”, 950 AM (Transmisora de frecuencias regional) es una de la transmisora de noticias en Detroit, Míchigan, Estados Unidos. La estación tiene la licencia de la Comisión Federal de Comunicaciones (FCC) para la programación híbrida. El pasado 20 de agosto de 2015 festejó los 96 años de la primera transmisión de la dicha emisión.

### Historia, en los primeros años
El 20 de agosto de 1920, realizaron unas mil novecientas veinte series de emisiones de prueba, para ver si el equipo estaba listo para el servicio regular.
Esta fecha marca no solo es considerado el aniversario oficial de dicha transmisora, -la “WWJ”-, sino que también esta fue la fue la primera radio emisora del mundo en transmitir radialmente, aunque sin publicidad. 
Sus radioescuchas eran solo un pequeño número de operadores de radio aficionados locales interesados.  Sus programas de prueba resultaron satisfactorios. 
En el equipo de dicha emisora se encontraba el inventor Lee DeForest quien por largo tiempo promocionara el medio radial. 
La WWJ ese día, -el 20 de agosto de 1920-, debutó con el programa radial “Detroit News Radiophone”, el cual fue creciendo gradualmente de interés popular. 
A su vez, el 31 de agosto de 1920, la primera plana del diario Detroit News promocionó que las emisiones regulares nocturnas -exceptuando los domingos- por el "Detroit News Radiophone",- es decir la WWJ-, comenzaría esa tarde.
Por otro lado, la emisora radial KDKA (1020 kHz) con licencia en Pittsburgh, Pensilvania.  Fundada por la Westinghouse Electric Corporation el 2 de noviembre de 1920, realiza recién ese día su primera emisión, por lo que si bien es la primera radio emisora comercial de EE. UU., es la segunda en los Estados Unidos en transmitir por la Amplitud Modulada, (AM).  Actualmente, la KDKA transmite en formato radio HD.

## Países Bajos
En Holanda, la estación PCGG operada en La Haya por el ingeniero Hanso Schotanus à Steringa Idzerda, recibió su licencia de carácter experimental el 14 de agosto de 1919, inicialmente limitada para comunicaciones entre La Haya y Eindhoven.
Esta estación operó comercialmente y de forma regular bajo el nombre «Radio Soirée-musicale» desde el 6 de noviembre de 1919 hasta el 11 de noviembre de 1924 cuando por problemas financieros su licencia fue revocada y la empresa se declaró en bancarrota. Las transmisiones tenían lugar en las tardes, con un espectáculo de variedades, con patrocinadores comerciales.

## México
En la Ciudad de México, 18 de septiembre de 1930, en los altos de Cine Olimpia, ubicado calle 16 de Septiembre número 9. La transmisión se inició formalmente con el Himno de Alegría pieza de Ludwing Van Beethoven interpretada por Miguel Lerdo de Tejada y la Orquesta Típica de la Policía. El locutor Leopoldo Samaniegofue quien pronunció parte de las primeras palabras: 

“Amigos, ésta es la XEW, ‘la voz de América Latina desde México’”
Leopoldo de Samaniego

 Contó con la presencia de Juan Arvizu, Josefina la "Chacha" Aguilar, Francisco Salinas y Ofelia Euroza como invitados. Leopoldo de Samaniego es considerado erróneamente el primer locutor de la XEW ya que fue Nicolás de la Rosa el que empezó las transmisiones ese 18 de septiembre. La ceremonia de inauguración fue encabezada por el fundador de la estación Emilio Azcárraga Vidaurreta y el entonces secretario de educación Aarón Sáenz.
Las primeras transmisiones de prueba de la XEW iniciaron el 7 de septiembre de 1930. E incluso, ya para el día 15 de ese mes los técnicos lograron hacer el primer enlace a larga distancia: se transmitió el Grito de Independencia a cargo del presidente Pascual Ortiz Rubio.
El fundador de la estación de radio fue Emilio Azcárraga Vidaurreta. Desde su nacimiento, la XEW tuvo un éxito irrefutable. Inició con cinco mil watts de potencia y cuatro años después aumentó su potencia a 50 mil watts. Para 1935 las ganancias de la XEW fueron destinadas a la construcción del Teatro Alameda, año en que la potencia de la estación se había multiplicado por cinco. De 1981 a 1999 la potencia de radio estaba con 100 mil watts. Llegando el año 1999 permancio con más de 250 mil watts, una gran potencia que alcanzaba aún más para la república mexicana hasta 2016. 
Las letras de la X E W proviene de la letra W, utilizada en los indicativos de radio y televisión en Estados Unidos. La estación se localiza en la Calzada del Tlalpan 201.Actualmente la XEW Radio sigue transmitiendo con 100 mil watts y de la misma frecuencia 900 AM, cuenRadio en Argentina https://es.wikipedia.org/wiki/Radio_en_Argentinata también con 26 estaciones afiliadas de México y una estación repetidora de 96.9 de Frecuencia Modulada.
La anterior es una síntesis del lanzamiento de la XEW.
Sin embargo, la primera transmisión de la primera Estación de Radio en México fue el 9 de octubre de 1921. Ocurrió en Monterrey, Nuevo León gracias a Constantino de Tárnava en su estación TND. En octubre de 1971 y con motivo del Aniversario 50 de la Primera Estación de Radio en México, Constantino de Tárnava es objeto de un Homenaje y Reconocimiento en el que estuvieron presentes: el Gobierno del Estado de Nuevo León, representado por el Gobernador, el Sr. Luis M. Farías, también locutor, poseedor de una extraordinaria voz, locutor de la XEW; la Cámara Nacional de la Industria del radio y Televisión con la presencia de su Presidente el Sr. Carlos Flores, Gerente General del Núcleo Radio Mil, la Secretaría de Comunicaciones y Transportes con la asistencia del Lic. Julio César Contreras Camacho Director de Concesiones y Permisos de la Subsecretaría de Radiodifusión; entre otras personalidades de entidades públicas y privadas.